# Herrenhaus Grodener Chaussee 21

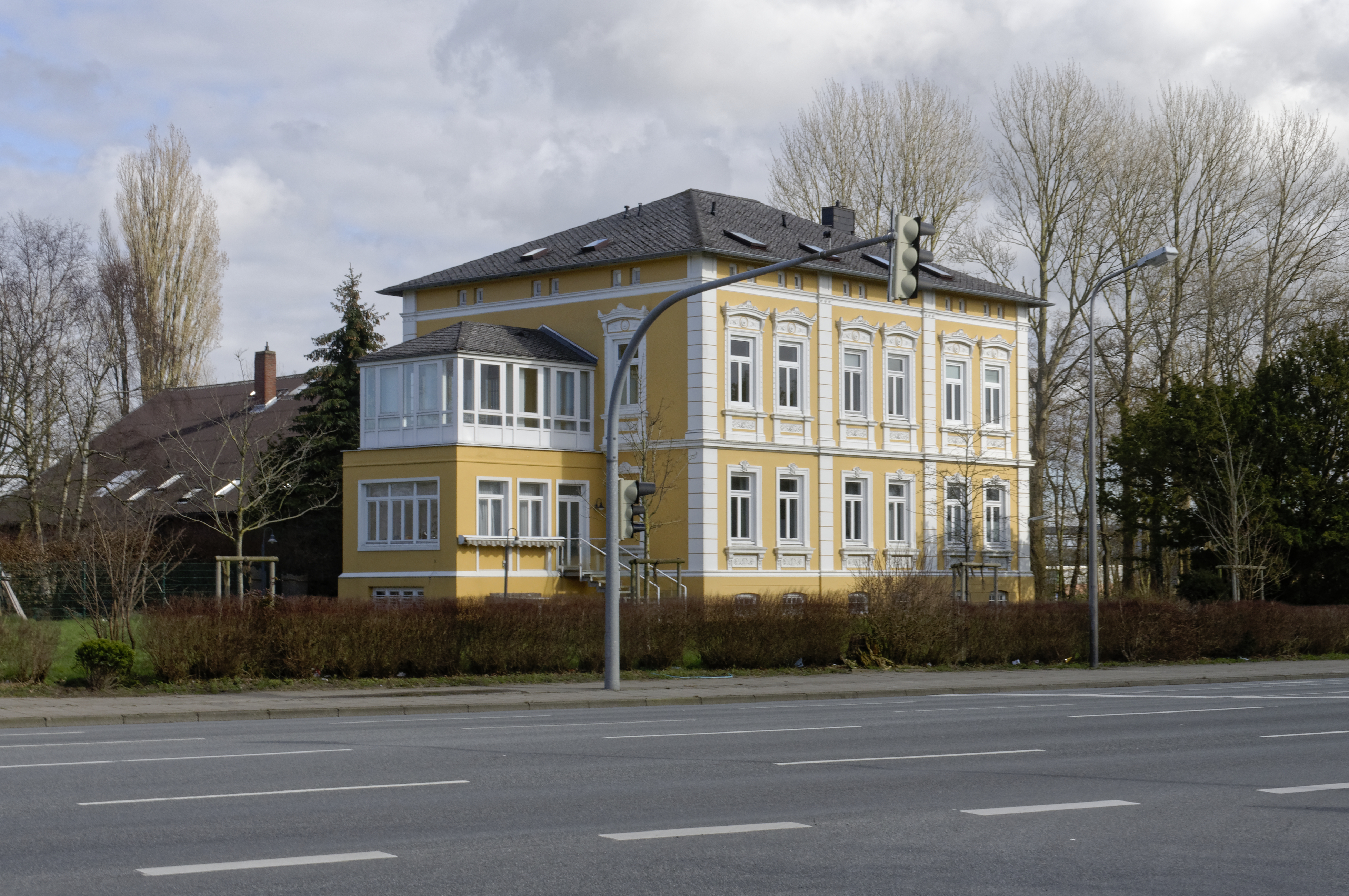
Das Herrenhaus 2020

Das Herrenhaus Grodener Chaussee 21 in Cuxhaven steht unter Denkmalschutz und ist in der Liste der Baudenkmale in Cuxhaven enthalten.

## Geschichte
Das zweigeschossige rechteckige verputzte neoklassizistische Gebäude aus dem 19. Jahrhundert in der Epoche des Historismus mit dem Sockelgeschoss, einem niedrigen Mezzanin und dem Walmdach wird gegliedert in der Hauptfassade durch vier Pilaster mit einfachen Kapitellen. Das frühere Herrenhaus des Meynschen Anwesens wurde als Goldenes Haus bezeichnet. Ein Anbau erhielt ein störendes Obergeschoss als Wintergarten.
Das Anwesen mit dem Herrenhaus wurde in den 1950er Jahren durch die 2011 profanierte katholische St. Willehad-Gemeinde erworben. Im Haus war eine Zeitlang (bis 1986) der katholische Kindergarten St. Willehad, die Kaplanei (bis 2011) und eine Communität von Ordensschwestern (bis 2011).
Das Haus ist heute (2020) seit geraumer Zeit Sitz des VBS mit der Fachstelle für Sucht, Suchtprävention und Psychosoziale Beratung.